# KH-7 35
KH-7 35 – amerykański satelita rozpoznawczy; trzydziesty piąty statek serii KeyHole-7 GAMBIT programu CORONA. Jego zadaniem było wykonywanie wywiadowczych zdjęć Ziemi o rozdzielczości przy gruncie około 46 cm. 

## Budowa i działanie

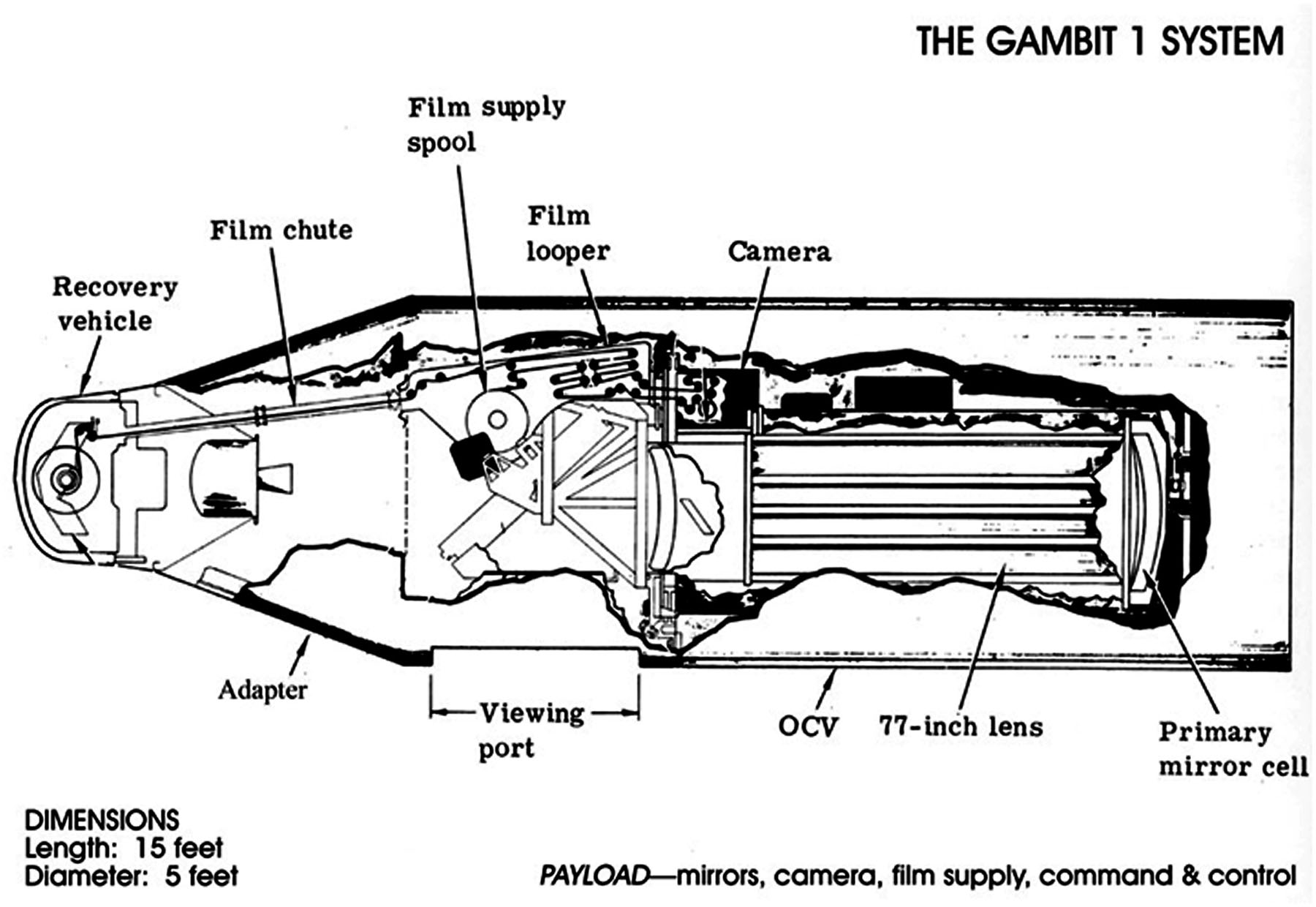
Przekrój pokazujący budowę satelity KH-7.

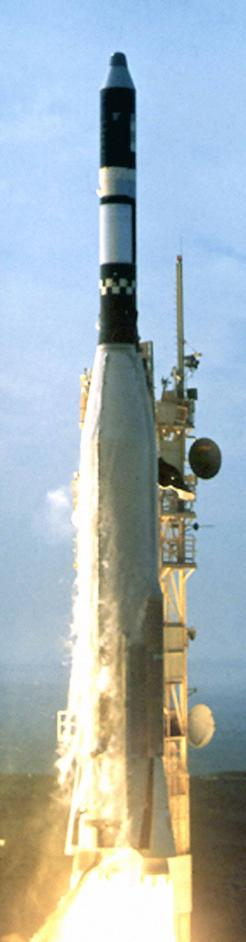
Start rakiety Atlas SLV-3 Agena D z satelitą KH-7 35, 5 grudnia 1966 roku.

Głównym komponentem satelity była kamera wyprodukowana przez Eastman Kodak, wyposażona w obiektyw lustrzany teleskopu systemu Maksutova charakteryzujący się ogniskową 1955,8 mm. Dzięki zestawowi luster udało się obniżyć wagę i wymiary zastosowanego aparatu. Precyzyjne położenie satelity określane było dzięki zestawowi czujników; żyroskopu i skanera podczerwieni kontrolującego położenie ziemskiego horyzontu. Korekta orbity była dokonywana przy pomocy 4 rakietowych silników korekcyjnych. Film po naświetleniu był przesuwany za pomocą zestawu rolek do kapsuły, która następnie oddzielała się od satelity, lądowała na spadochronie w rejonie Pacyfiku i była przechwytywana podczas opadania przez specjalnie do tego przystosowany samolot.

## Misja
Misja rozpoczęła się 5 grudnia 1966 roku, kiedy rakieta Atlas SLV-3 Agena D wyniosła z kosmodromu Vandenberg na niską orbitę okołoziemską 35. satelitę z serii KH-7. Po znalezieniu się na orbicie KH-7 35 otrzymał oznaczenie COSPAR 1966-109A. 
KH-7 35 pozostawał na orbicie 8 dni, w którym to czasie wykonał 131 okrążeń Ziemi.
22 lutego 1995 roku prezydent Bill Clinton podpisał rozporządzenie wykonawcze 12951 odtajniające 860 tysięcy zdjęć wykonanych w latach 1960-1980 przez wojskowe satelity wywiadowcze. Kolejną partię zdjęć odtajniono w 2002 roku. Archiwalne zdjęcia są wykorzystywane m.in. przez archeologów, geologów i historyków.   
Satelita spłonął w atmosferze 14 grudnia 1966 roku. 